# Scannerkamera

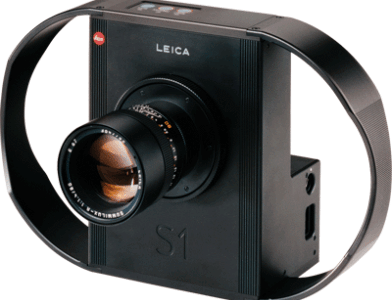
Die Scannerkamera Leica S1

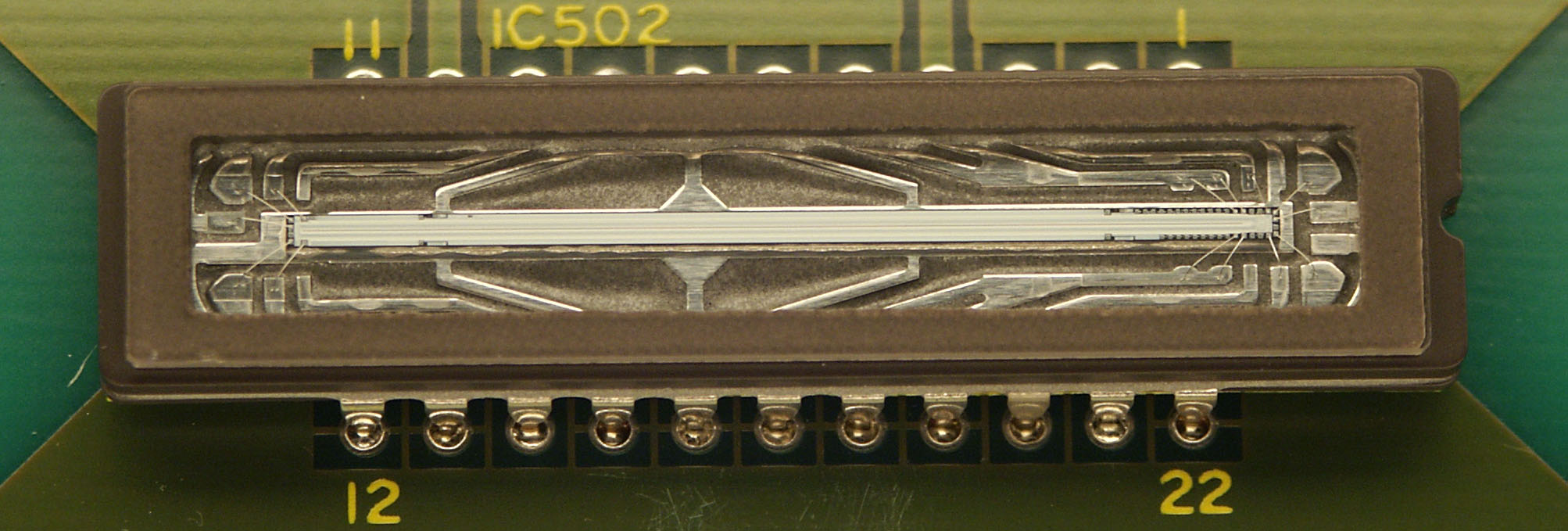
CCD-Zeilensensor aus einem Faxgerät, wie er ähnlich auch in Scannerkameras eingesetzt wird

Funktionsprinzip einer Farb-Scannerkamera mit bewegtem Sensor

Eine Scannerkamera ist eine Digitalkamera mit einem Zeilensensor. Es gibt zwei grundsätzliche Bauformen; eine Kombination aus einer analogen Kamera mit einer digitalen Kamerarückwand (genannt Scanback) oder als eine Einheit.
Durch das Scanprinzip ist die Scannerkamera in der Fotografie nur für unbewegte Motive geeignet. Heute ist der Hauptanwendungsfall für die Scannerkamera die digitale Reproduktion, für die je nach Vorlagengröße sehr große Auflösungen benötigt werden (zum Beispiel werden zur Reproduktion einer DIN A0 Vorlage mit 300dpi circa 425 MegaPixel benötigt). Gleichzeitig bietet die Scannerkamera eine sehr gute Detail- und Farbwiedergabe, da keine Interpolation der Farbkanäle, wie bei einer Digitalkamera mit Bayer-Sensor, benötigt wird.

## Funktionsweise
Scannerkameras funktionieren nach dem Scannerprinzip, das heißt, sie arbeiten ähnlich wie ein Flachbettscanner. Das Bild wird Zeile für Zeile abgetastet, während der Zeilensensor mechanisch durch einen Schrittmotor über die Bildfläche geführt wird.
Jede Zeile wird einzeln belichtet und ausgelesen. Es stehen drei Zeilen für die Grundfarben Rot, Grün und Blau zur Verfügung. Daher gibt es für jedes Pixel die vollständige Farbinformation. Für die Belichtung wird stabiles Dauerlicht benötigt (zum Beispiel moderne LED-Videoleuchten). Durch zeilenweise Belichtung sind bei einer Scannerkamera keine langen Belichtungszeiten möglich, da dann der Scan sehr lange dauern würde. Moderne Scannerkameras arbeiten mit Belichtungszeiten von 1/500 bis etwa 1/20 Sekunden, sodass sich je nach gewünschter Auflösung sich die Scanzeiten im Bereich von wenigen Sekunden bis zu etwa zehn Minuten bewegen. Insofern dauert ein Scan mit einer Auflösung, die mit einer Digitalkamera mit Bayer-Sensor vergleichbar ist, nur einige Sekunden. Wird die Scannerkamera mit bewegten Motiven verwendet, ergibt sich daraus keine Unschärfe, sondern einen Verzerrung des sich bewegenden Objekts im Motiv. Insofern können auch Landschaften oder Architektur mit sehr hoher Auflösung fotografiert werden.
Eine Weiterentwicklung, die 2007 von der Firma Seitz unter Mitarbeit des Sensorherstellers DALSA zur Marktreife gebracht wurde, erlaubt kürzere Scanzeiten (ab etwa einer Sekunde). Hiermit sind auch Aufnahmen von bewegten Szenen möglich. Das zugrundeliegende Prinzip ist die Verwendung mehrerer, direkt nebeneinander angeordneter Scanzeilen auf einem Chip. Während der Sensor mechanisch das Bild abfährt, wird synchron zum Bild der Inhalt einer Scanzeile elektronisch zur nächsten verschoben, so dass insgesamt mehr Licht erfasst bzw. die Belichtungszeit verkürzt werden kann. Allerdings wird bei diesem Prinzip wieder eine Farbinterpolation benötigt, da ein spaltenweiser RGB-Farbfilter zum Einsatz kommt. Die erzielte Bildqualität ist daher wesentlich geringer als einem trilinearen Zeilensensor.

## Einsatz und Besonderheiten
Die Scannerkamera wird nur noch sehr selten in der professionellen Fotografie eingesetzt, da moderne Kleinbild- oder Mittelformatsysteme meistens eine ausreichende Auflösung für diese Anwendung liefern.
Haupteinsatzgebiet der Scannerkamera ist die digitale Reproduktion von Archivalien, Gemälden, großen Vorlagen (zum Beispiel Karten und Pläne), Durchlichtmaterialien (zum Beispiel Glasplatten) et cetera. Hierbei steht die hohe erzielbare Auflösung und Bildqualität im Vordergrund.
Insbesondere ist hierbei die Digitalisierung der nationalen Kulturgüter (Cultural Heritage) zu nennen. Hier werden hohe Anforderungen an die Qualität gestellt und in entsprechenden Normen formuliert (zum Beispiel Metamorfoze in den Niederlanden, FADGI in den USA, DFG-Praxisregeln Digitalisierung in Deutschland).
Da Scannerkameras alle Farben (RGB-3-Zeilen-Scanner) für jedes Pixel aufnehmen und nicht wie Digitalkameras mit One-Shot-Sensor und Bayer-Mosaikfarbfilter eines großen Teil von Blau und Rot (auf einem „one shot“-Bildsensor befinden sich 50 Prozent grünempfindliche, 25 Prozent rotempfindliche und 25 Prozent blauempfindliche Pixel) interpolieren müssen, ist die Datenqualität deutlich höher als bei entsprechenden Digitalkameras.
Hersteller sind
- Fa. Rencay (Modell 24k³) mit uninterpolierten 24.000 × 39.000 Pixeln als höchster Auflösung und 48 Bit  Farbtiefe (Photokina 2016),
- Fa. Betterlight (S10K-HS) mit  10.200-Element-Kodakzeile und einer Auflösung von 10.200 × 13.800 Pixeln,

Nicht mehr am Markt vertreten sind
- Fa. Anagramm (picture gate 8000 david²) mit uninterpolierten 16.000 × 26.000 Pixeln Bildauflösung und 48 Bit Farbtiefe,
- Fa. Pentacon (Scan 7000) mit 20.000 × 20.000 Pixeln bei 48 Bit Farbtiefe mit SilverFast Archive Suite (Neuheit auf der photokina 2010).

Diese Auflösungen liegen weit über denjenigen verfügbarer Bildsensoren und sogar über der Sensorzahl des menschlichen Auges. Im Bereich der Reproduktion von Kunst und wissenschaftlicher Fotografie (Beispiel: Herbar Digital) gibt es daher noch keine Alternative zu Scannerkamera.
Nur 128 Pixel Zeilenbreite hatte dagegen die Graustufen-Scannerkamera der Raumsonde, die 1975 das erste Bild von der Oberfläche eines fremden Planeten aufnahm, um es mit 256 Bit/s zur Erde zu übertragen.
Es gibt auch Panoramakameras zum Beispiel für das FBI für Tatort-Aufnahmen (Spurensicherung) und das Militär bei Geländeaufnahmen für höchstauflösende Kampfsimulatoren.